# Karl Vollers
Karl Vollers (* 19. März 1857 in Hooksiel; † 5. Januar 1909 in Jena) war ein deutscher Orientalist.

## Leben
Vollers besuchte Schulen in Hildesheim und Jever, wo er 1875 das Abitur absolvierte. Er studierte protestantische Theologie und orientalische Sprachen in Tübingen, Halle, Berlin und Straßburg. Nach seinem Studienabschluss im Herbst 1879 war er bis Juli 1880 Privatlehrer in Konstantinopel. 1880 erhielt er die Venia legendi für Theologie in Jena.
Seine erste Anstellung versah er als Gymnasiallehrer im sächsischen Fürstenwalde, wo er von Oktober 1881 bis 1882 tätig war. Nach seiner Promotion an der Universität Halle wurde er im Oktober 1882 unter der Leitung von Karl Lepsius Assistent an der Königlichen Bibliothek Berlin. Von 1886 bis 1896 amtierte er in Kairo als Direktor der Khedivial-Bibliothek, eine Stelle, die bis zum Ersten Weltkrieg einige deutsche Orientalisten innehatten, darunter Ludwig Stern und Wilhelm Spitta. Eine seiner ersten Studien galt dem Ägyptisch-Arabischen, wodurch er sich einen Ruf als Dialektforscher erwarb.
1896 kehrte er nach Deutschland zurück. Er wurde Professor für Orientalische Sprachen an der Philosophischen Fakultät der Universität Jena sowie, als Nachfolger des verstorbenen Johann Gustav Stickel, Direktor des  Orientalischen Münzkabinetts Jena. 1906 publizierte er den Katalog der islamischen, christlich-orientalischen, jüdischen und samaritanischen Handschriften der Universitäts-Bibliothek zu Leipzig. Nachdem es wegen Vollers' Buch Volkssprache und Schriftsprache im alten Arabien zu einer persönlichen Auseinandersetzung gekommen war, verließ der Autor 1908 die Deutsche Morgenländische Gesellschaft und starb kurz darauf in Jena.
Karl Vollers war verheiratet mit der Tochter des Philosophen Otto Liebmann. Hedwig Vollers war Künstlerin und stellvertretende Geschäftsführerin des Jenaer Kunstvereins.

## Schriften
- Das Dodekapropheton der Alexandriner (2 Bände, 1880–82).
- Beiträge zur Kenntnis der lebenden arabischen Sprache in Aegypten. In: ZDMG, Bd. 41 (1887). Digitalisat
- Aus der viceköniglichen Bibliothek in Kairo : II. Die medicinische Abtheilung. In: ZDMG, Bd. 44 (1890). Digitalisat
- Der Giftmann. In: ZDMG, Bd. 45 (1891). Digitalisat
- Pentateuchus Samaritanus III–V (1883–91)
- Lehrbuch der aegypto-arabischen Umgangssprache (1890)
- Fragmente aus dem Mugrib des Ibn Sa'id (1894)
- Die Gedichte des Mutalammis, arabisch und deutsch (1903)
- Katalog der islamischen, christlich-orientalischen, jüdischen und samaritanischen Handschriften der Universitäts-Bibliothek zu Leipzig. Leipzig 1906 (Nachdruck Osnabrück 1975).
- Das orientalische Münzkabinett der Universität Jena im Jahre 1906. In: Blätter für Münzfreunde 41, 6, (1906) Sp. 3515–3524; 41, 7–8, Sp. 3529–3537.
- Volkssprache und Schriftsprache im alten Arabien (1906). Nachdruck Literaricon Verlag, 2018. ISBN 978-3-95913-779-9.
- Die Weltreligionen in ihrem geschichtlichen Zusammenhange. Diederichs, Jena, 1907. Classic Reprint 2018. ISBN 978-0-428-24854-3. Digitalisat